# Musteloïdeus
Els musteloïdeus (Musteloidea) són una superfamília de mamífers carnívors, del subordre dels caniformes, unida per característiques compartides del crani i les dents. Els musteloïdeus comparteixen un avantpassat comú amb els úrsids, el grup que inclou els ossos.
Els musteloïdeus inclouen les famílies dels mustèlids (mosteles), els prociònids (ossos rentadors), mefítids (mofetes) i possiblement els ailúrids (pandes vermells).